# Aeroportul Kalaeloa
Aeroportul Kalaeloa (IATA: JRF, ICAO: PHJR, FAA LID: JRF) este un aeroport din Kapolei⁠(d), Honolulu County⁠(d), Hawaii, Statele Unite ale Americii. Aeroportul a fost tranzitat în 2014 de 4.079 de pasageri.
Situat la o altitudine de 9 m, aeroportul dispune de 3 piste. Este operat de Hawaii Department of Transportation⁠(d).

## Infrastructură

### Piste
Aeroportul dispune de 3 piste: 
- pista 04L/22R din asfalt, cu dimensiunile 4.500 picioare × 200 picioare
- pista 04R/22L din asfalt, cu dimensiunile 8.000 picioare × 200 picioare
- pista 11/29 din asfalt, cu dimensiunile 6.000 picioare × 200 picioare